# Gouvernement Qandil II
Égypte
Qandil I el-Beblawi
Le gouvernement Hicham Qandil est le deuxième gouvernement égyptien nommé par le pouvoir civil après la Révolution égyptienne de 2011.